# 川畑杏奈
川畑 杏奈（かわばた あんな、1980年10月3日 - ）は、日本の刺繍作家・刺繍イラストレーター、刺繍アニメーター。
刺繍に関する著作多数。annas（アンナス）のレーベル名で活動。

## 人物
大阪府出身。大阪信愛女学院短期大学卒業。保育士、幼稚園教諭2種免許、小学校教諭2種免許取得。

## 著作
- 「annasのはじめての刺しゅう小物」美術出版社、2011年2月
- 「手帳とコラージュを彩るイラストかきかた帖」技術評論社、2012年10月
- 「annasのかんたん刺繍&園で使う布小物」美術出版社、2013年2月
- 「annasの小さな刺しゅう図案～10の童話から選んだモチーフ集～」ブティック社、2014年4月
- 「annasのプチ刺繍」日本文芸社、2015年1月
- 「annasの草花と動物のかわいい刺繍」河出書房新社、2016 年4月
- 「5つのステッチでできるannasの刺繍工房」日本文芸社、2016 年7月
- 「ワードローブを彩るannasの刺しゅう教室」高橋書店、2017 年2月
- 「ディズニーの刺しゅう 糸で紡ぐディズニーストーリー」講談社、2017 年6月（制作・監修）
- 「annasのもじの刺繍」光文社、2017 年11月
- 「annasのどうぶつの刺繍」イースト・プレス、2018 年4月
- 「作って贈るSNOOPYの紙刺繍」KADOKAWA、2018年9月（制作・監修）
- 「新装版・annasの小さな刺繍図案」光文社、2018年11月
- 「annasの和の刺繍 フリーステッチで刺すかわいい日本のモチーフ」光文社、2021年3月
- 「annasのおいしい刺繍 CAFE&SWEETS」河出書房新社、2022年4月